# Wendisch Kirchhof
Wendisch Kirchhof ist ein Wohnplatz im Ortsteil Vehlgast der Hansestadt Havelberg im Landkreis Stendal in Sachsen-Anhalt.

## Geographie
Der Ort liegt einen Kilometer ostsüdöstlich von Vehlgast und zehn Kilometer ostsüdöstlich von Havelberg an der Mündung der Dosse in die Havel. Die Nachbarorte sind Klein-Damerow im Norden, Damerow im Nordosten, Saldernhorst, Scheunstelle und Strodehne im Südosten, Ausbau Kuhlhausen im Süden, Kuhlhausen im Südwesten, Fischerberg im Westen sowie Vehlgast im Nordwesten.

## Geschichte
Im Jahre 1703 wurde der Ort als wendischen Kirchhof  in den Sentenzenbüchern erstmals aufgeführt. Es ging um den Streit zwischen sämtlichen Kossäten zu Vehlgast und den v. Saldern zu Plattenburg um den Besitz und die Nutzung des sogenannten Wendischen Kirchhofs, den v. Saldern dem Inspektor zu Perleberg geschenkt hatte.
1929 wurde Wendisch Kirchhof aus dem Gutsbezirk Damerow in den Gemeindebezirk der Landgemeinde Vehlgast umgegliedert. Nach der Eingemeindung von Vehlgast nach Vehlgast-Kümmernitz am 1. Januar 1974 ist der Wohnplatz beim Ortsteil Vehlgast verblieben.
2020 wurde über die Planung einer Badestelle am Havelufer am Abzweig der Stromhavel berichtet.